# Toxic Thrash Metal
Toxic Thrash Metal è una compilation che contiene varie cover e canzoni tratte dai primi EP della band thrash metal di Joel Grind Toxic Holocaust.

## I brani
1. Deathmaster (da Deathmaster EP)
2. Metal Attack (da Deathmaster EP)
3. Ready To Fight (da Power From Hell EP)
4. Onslaught(Power From Hell) (Onslaught cover da Power From Hell EP)
5. Created To Kill (da Outbreak of Evil EP)
6. Bestial Invasion (Destruction cover da For Tribute EP)
7. Deathmaster (live 29/3/2003)
8. Metal Attack (live 29/3/2003)
9. Great Deceiver (Bulldozer cover da For Tribute EP)
10. Emperor In Hell (Nunslaughter cover)
11. Mechanix (Megadeth cover)

## Formazione
- Joel Grind: tutti gli strumenti